# Strč prst skrz krk
Strč prst skrz krk (ˈstr̩ʧ ˈpr̩st ˈskr̩s ˈkr̩kо файле) — скороговорка на чешском и словацком языках, означающая «просунь палец сквозь горло».
В ней отсутствуют гласные; все четыре слова — односложные, вершиной каждого из слогов является слоговой сонант [r]. Наличие слоговых сонантов — характерная особенность некоторых славянских языков, в частности, чешского и словацкого; таким образом, скороговорка иллюстрирует её.
«Strč prst skrz krk» — одна из самых известных фраз на чешском и словацком языках, она включается во многие грамматики этих языков. Фраза присутствует, например, уже в «Чешской грамматике», изданной на русском в 1852 году. В Чехии продаются футболки с этой скороговоркой. Швейцарская газета «Различие» выбрала эти слова своим девизом. 
Ещё более сложна вторая по популярности чешская скороговорка без гласных: «Prd krt skrz drn, zprv zhlt hrst zrn», означающая «Пукнул кротик через дёрн, съев сначала горстку зёрн», или дословно «Пёрнул крот сквозь траву, сперва заглотив горсть зёрен».
- Strč čtvrtʼ prst skrz hrst.
- Мlč, strč čtvrtʼ prst skrz hrst.
- Prd krt skrz drn, zprv zhlt hrst zrn.
- Smrž pln skvrn zvlhl z mlh.
- Chrt pln skvrn zdrhl z Brd.
- Chrt pln skvrn vtrhl skrz trs chrp v čtvrť Krč, prv zhltl čtvrtʼ hrst zrn.
- Plch zdrhl skrz drn, prv zhltl hrst zrn, škrt.
- Chrt pln skvrn zhltl hrst zrn.
- Vlk pln žbrnd zdrhl hrd z mlh Brd skrz vrch Smrk v čtvrť srn Krč.
- Chrt zdrhl z Brd. Vtrhl skrz strž v tvrz srn, v čtvrť Krč. Blb! Prskl, zvrhl smrk, strhl drn, mrskl drn v trs chrp. Zhltl čtvrthrst zrn skrz krk, pln zrn vsrkl hlt z vln. Chrt brkl, mrkl, zmlkl. Zvlhls?

- Strč štvrťprst skrz hrsť
- Мlč, strč prst skrz štvrťhrsť, chrt.